# Sodi
El sodi és l'element químic de símbol Na i nombre atòmic 11. En estat lliure és un metall alcalí tou, untuós, de color argentat. És el metall alcalí més comú i el sisè element més abundant a la Terra, que comprèn el 2,8 % de l'escorça terrestre. Es troba abundantment a la natura en composts, especialment la sal comuna, el clorur de sodi, que forma el mineral halita i constitueix al voltant del 80 % dels soluts de l'aigua de mar. És molt reactiu, crema amb flama groga característica, s'oxida en l'aire i reacciona violentament amb l'aigua. Com que és extremadament reactiu, mai es presenta en estat lliure a l'escorça terrestre. El 1807 el químic anglès Humphry Davy l'aïllà en estat elemental mitjançant l'electròlisi d'hidròxid de sodi fos. S'empra en les làmpades de vapor de mercuri, aliat amb altres metalls com el potassi o el plom com a agent reductor en síntesi orgànica. El seus composts més importants, a part del clorur de sodi, són l'hidròxid de sodi o sosa càustica, el carbonat de sodi o sosa, el sulfat de sodi i el nitrat de sodi o salpetre de Xile.
El mot «sodi» prové del llatí científic sodium, creat a partir de l’anglès soda pel químic anglès Humphry Davy, que l’aïllà el 1807. I «soda» prové de l'àrab vulgar sáu̯da, 'negre' (potser a través d’un derivat del baix llatí soda), origen també de l'italià soda.
El símbol del sodi (Na) prové de natró (llatí natrium, grec nítron), nom que rebia antigament el carbonat sòdic.

## Història

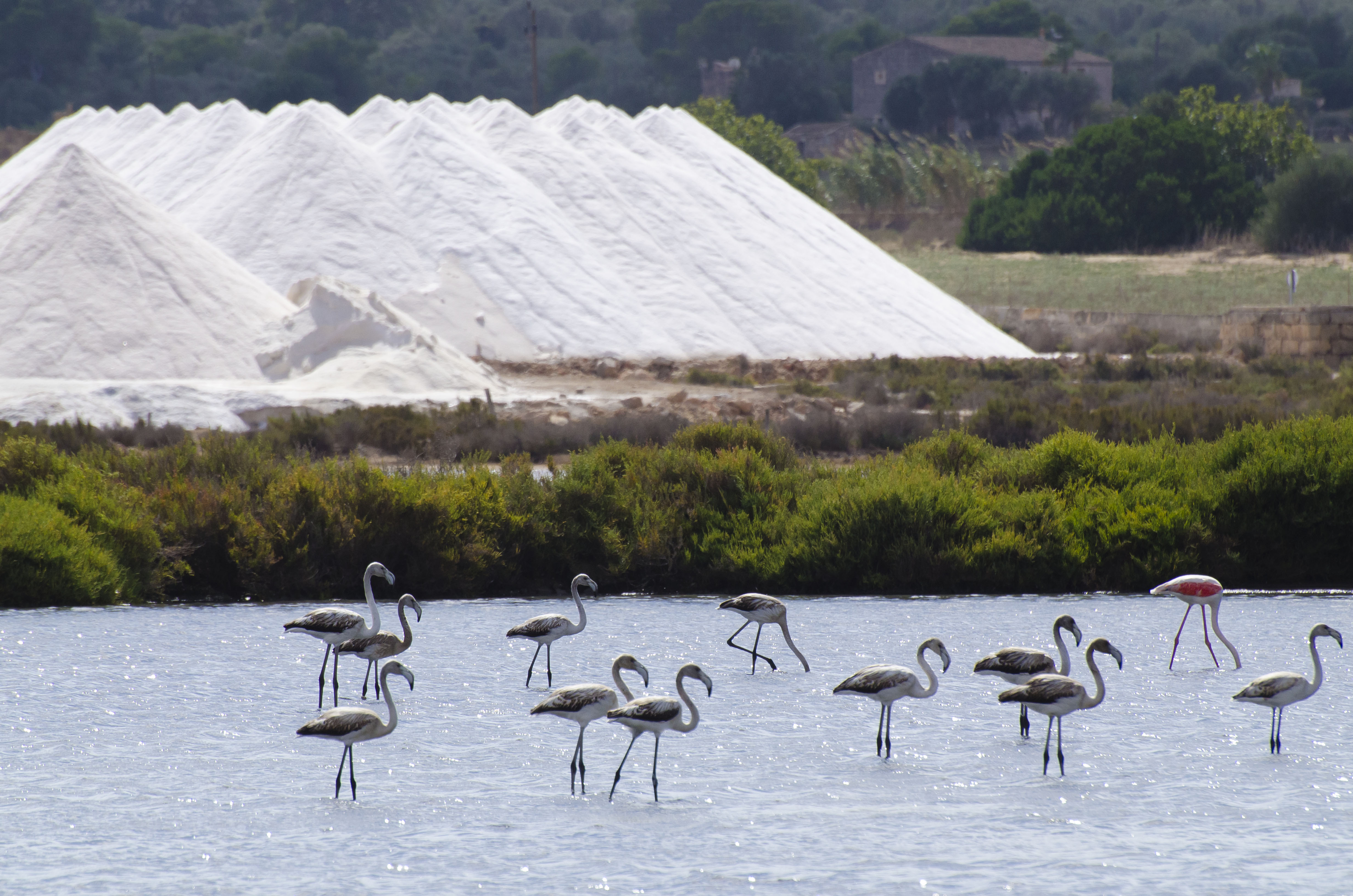
Caramulls de sal recollida a les salines d'es Trenc, Mallorca.

El primer compost de sodi emprat pels humans fou el clorur de sodi ({\displaystyle {\ce {NaCl}}}), la sal marina o sal de cuina. Sembla que fa més de 6 500 anys ja s'explotaven mines de sal en l'Añanako Gatz Harana (vall Salada d'Arana), al poble de Gesaltza Añana, Àlaba, l'explotació més antiga del món coneguda. A la Bíblia, la primera vegada que es parla de la sal és al Levític 2:13. Les primeres referències sobre salines d'evaporació hom les troba a les obres de Titus Livi (59 aC-17 dC) i Plini el Vell (circa 24-79), que assenyalen que Anc Marci (641-616 aC), quart rei de Roma i fundador del port d'Òstia, rompé en els aiguamolls del delta del Tíber les salines que subministraven sal a Roma a través de la que després s'anomenà Via Salària.

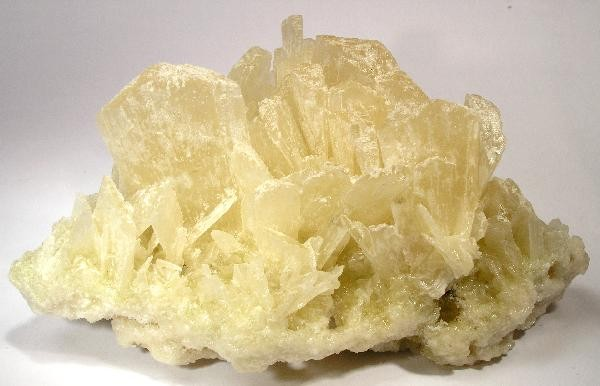
Trona.

El carbonat de sodi ({\displaystyle {\ce {Na2CO3}}}) conegut com a sosa o com a cendra de sodi, s'esmenta a la Bíblia com a agent de neteja (Jeremies 2:22) encara que és anomenat nitre, nom que finalment arribà a nomenar el nitrat de potassi ({\displaystyle {\ce {KNO3}}}). En el món antic, el carbonat de sodi es recollia a Wadi el Natrun, vall d'Egipte on es reunia l'aigua de la inundació del Nil cada any i que donava una collita de cristalls de sosa a mesura que s'assecava. Més tard es descobrí al desert del Sàhara un dipòsit superficial de trona, una altra mineral de carbonat de sodi, des d'on es transportava a Trípoli i s'exportava. La demanda de carbonat de sodi provenia en part del seu ús com a ajuda per al rentatge (soda de rentada) i en part perquè era necessari per fabricar vidre. En molts llocs s'obtenia a partir de cendres vegetals, especialment la de certs tipus de falgueres que tenen alts nivells de sodi. Tanmateix, arribà un moment que no fou possible satisfer la demanda de carbonat de sodi creada per la Revolució Industrial i, l'any 1783, el químic francès Nicolas Leblanc (1742-1806) posà a punt un mètode per produir-lo a partir de sal comuna, clorur de sodi ({\displaystyle {\ce {NaCl}}}). A principis del segle xviii, Henri-Louis Duhamel du Monceau (1700-1782) havia descobert que la sal es podia convertir en sosa dissolent-la en àcid nítric ({\displaystyle {\ce {HNO3}}}), bullint-la a sequedat i escalfant-la després amb carbó vegetal. El procés de Leblanc utilitzava àcid sulfúric ({\displaystyle {\ce {H2SO4}}}), més barat, per formar sulfat de sodi ({\displaystyle {\ce {Na2SO4}}}) que posteriorment s'escalfava amb pedra calcària (carbonat de calci, {\displaystyle {\ce {CaCO3}}}) i carbó vegetal.

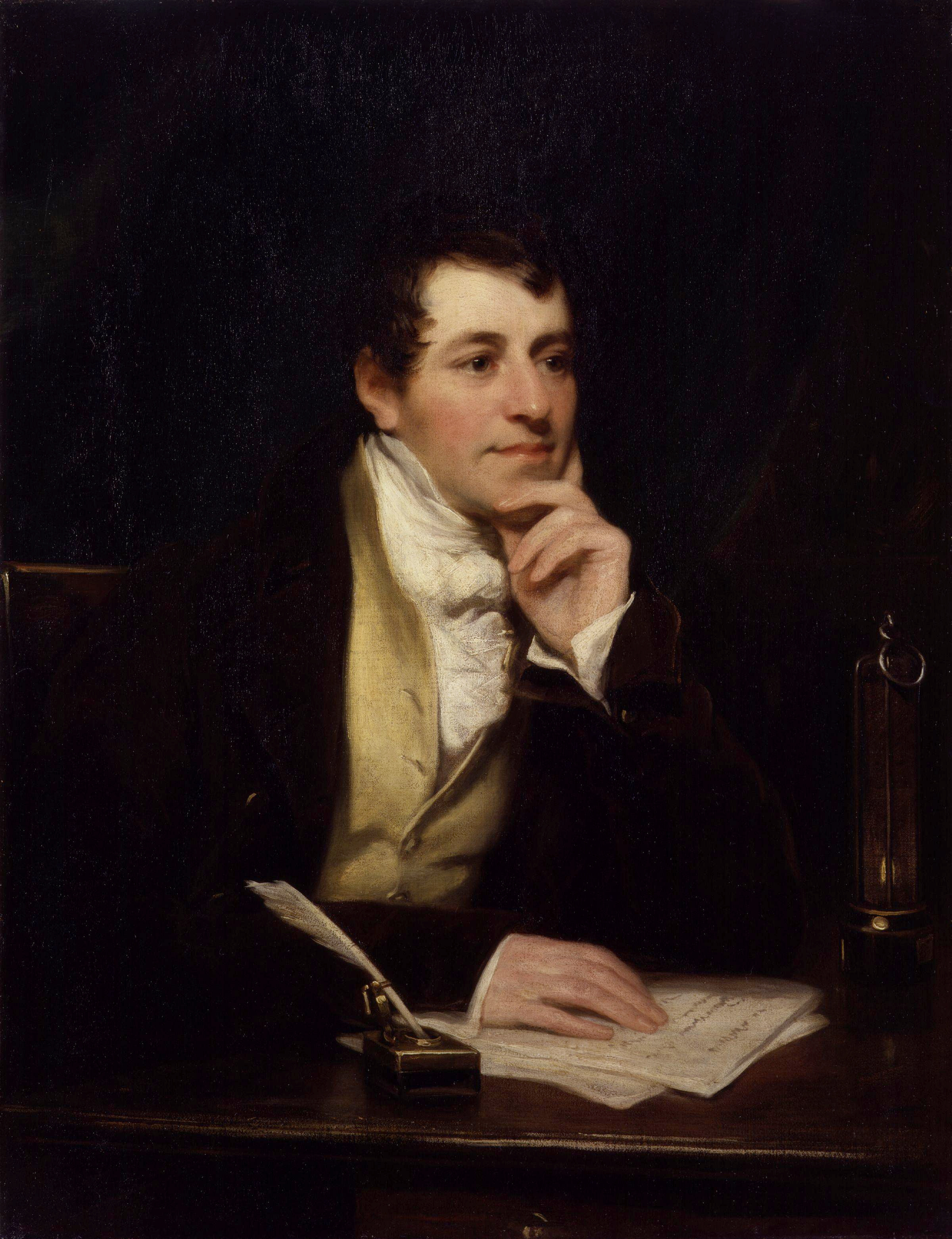
Humphry Davy, el 1821.

Fins i tot a principis del segle xix, la composició elemental de la sal i la sosa continuava sent un misteri. El químic francès Antoine L. Lavoisier (1743-1794) fins i tot pensava que la sal podria contenir nitrogen. La resposta vengué de la Royal Institution de Londres l'octubre de 1807 quan Humphry Davy (1778-1829), mitjançant l'electròlisi, reduí la sosa càustica (hidròxid de sodi, {\displaystyle {\ce {NaOH}}}) a sodi. Abans ja havia produït potassi metàl·lic mitjançant l'electròlisi de l'hidròxid de potassi ({\displaystyle {\ce {KOH}}}) i després se centrà en la sosa càustica de la qual obtingué bolletes de sodi.
L'any següent, Joseph Louis Gay-Lussac (1778-1850) i Louis-Jacques Thénard (1777-1857) aconseguiren sodi escalfant sosa càustica i llimadures de ferro a calor vermell. Més tard aquell segle, el sodi es produí a partir de carbonat de sodi i carboni a 1.100 °C, i es va fabricar comercialment mitjançant l'electròlisi d'hidròxid de sodi, el mètode utilitzat per Davy.

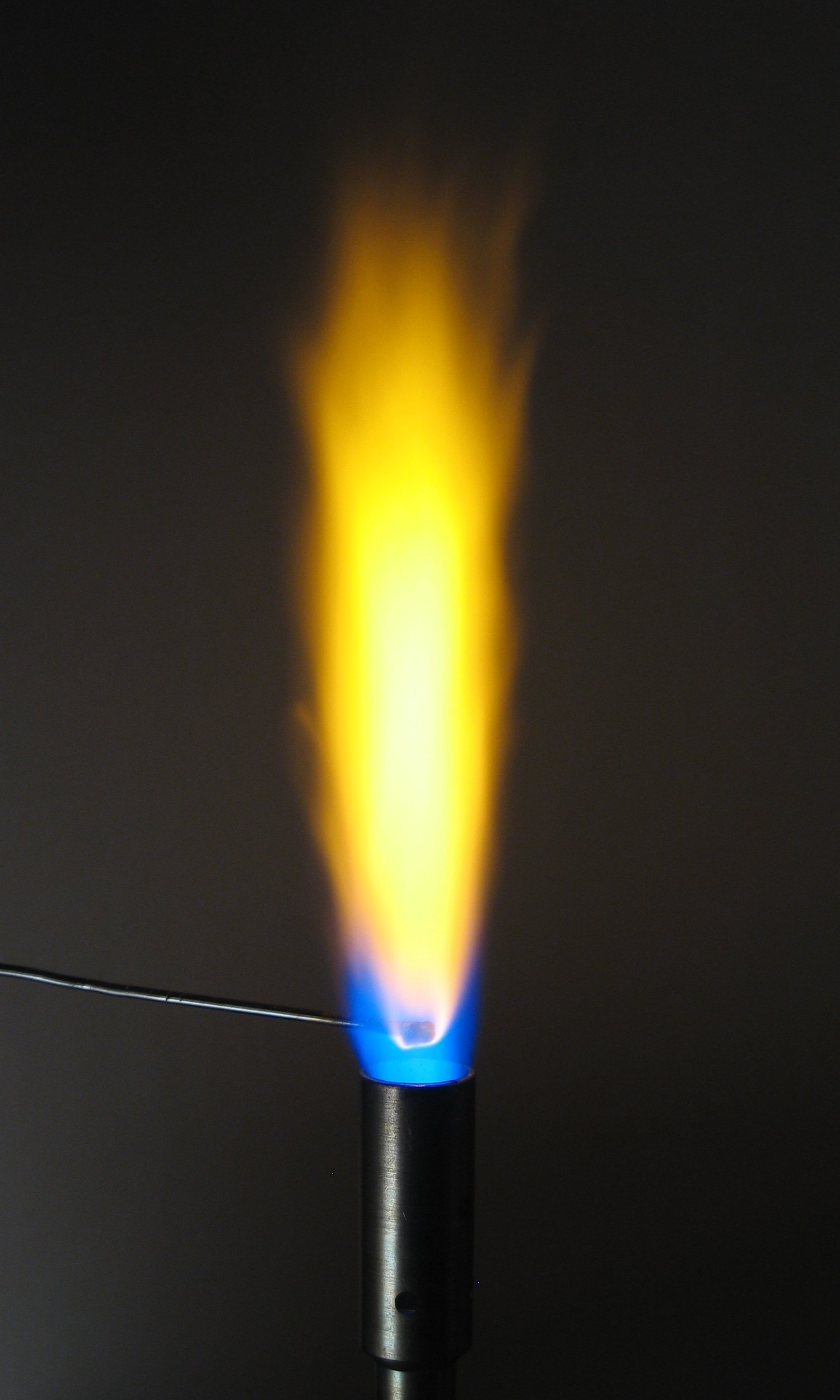
Escalfant l'hidrogencarbonat de sodi en un bec bunsen s'obté el color groc propi d'aquest element de la línia D.

## Abundància
El sodi és relativament abundant en les estrelles, detectant-se la seva presència a través de la línia D de l'espectre solar, situada en el groc. De fet, el color groc del Sol i d'altres estels és degut a l'emissió d'aquesta radiació per part d'àtoms de sodi en estat excitat. Als estels s'hi produeix en la reacció de fusió nuclear de dos núclids de carboni 12:
{\displaystyle {\ce {^12_6C + ^12_6C -> ^23_11Na + ^1_1H}}}
L'escorça terrestre conté un 2,93 % de sodi amb una concentració de 22 700 ppm, la qual cosa el converteix en el sisè element més abundant, i el més abundant dels metalls alcalins. Després del clor és el segon element més abundant a l'aigua de la mar.

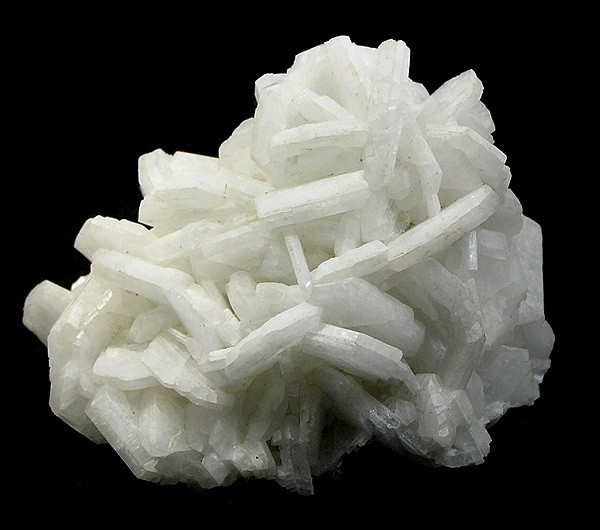
Albita.

S'han identificat més de mil minerals que contenen sodi en la seva composició. Els minerals que presenten en una proporció en sodi superior al 37  % són: vil·liaumita (fluorur de sodi, {\displaystyle {\ce {NaF}}}) 54,75  %, natrita (carbonat de sodi, {\displaystyle {\ce {Na2CO3}}}) 43,38  %, halita (clorur de sodi, {\displaystyle {\ce {NaCl}}}) 39,34  %, kogarkoïta (fluorur sulfat de sodi, {\displaystyle {\ce {Na3SO4F}}} 37,48  %, i termonatrita (carbonat de sodi—aigua(1/1), {\displaystyle {\ce {Na2CO3.H2O}}}) 37,08  %.
El mineral més abundant amb sodi a l'escorça terrestre és un feldespat, l'albita, un silicat d'alumini i sodi de fórmula {\displaystyle {\ce {NaAlSi3O8}}}. Juntament amb l'anortita, el silicat {\displaystyle {\ce {CaAl2Si2O8}}}, constitueixen mescles anomenades plagiòclasi, que representen el 39 % de l'escorça terrestre.

## Obtenció

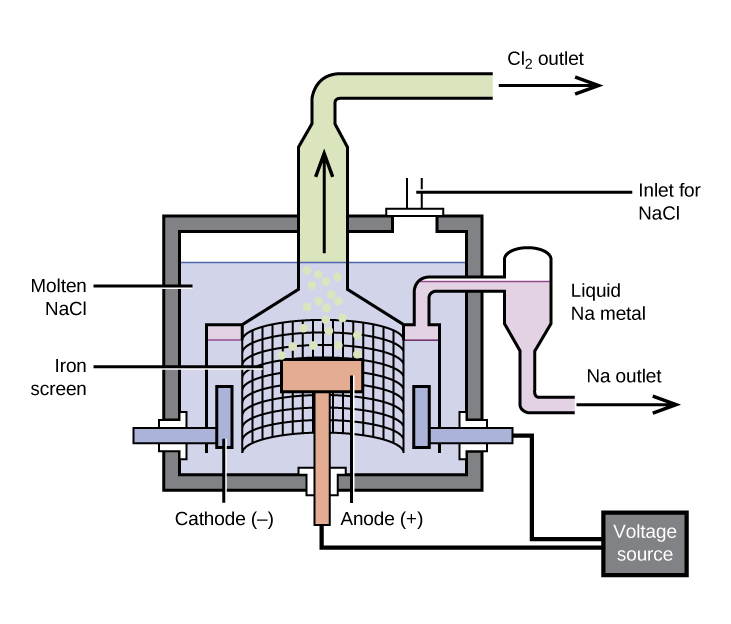
Esquema del procés Downs.

El sodi metàl·lic s'obté principalment pel procés de Downs patentat el 1924 pel químic estatunidenc James Cloyd Downs (1885–1957) i consistent en una electròlisi del clorur de sodi. El bany electrolític conté clorur de sodi ({\displaystyle {\ce {NaCl}}}) fus i clorur de calci ({\displaystyle {\ce {CaCl2}}}). La presència de clorur de calci disminueix el punt de fusió de la mescla a uns 800-850 °C.
La cel·la Downs és un gran recipient d'acer refractari revestit. Els ànodes de grafit surten del càtode cilíndric d'acer que l'envolta. El clor, gasós, surt per la part superior de la cel·la i el sodi, que és més lleuger que l'electròlit fos, s'acumula damunt de l'electròlit, es recull i es manté sota querosè per evitar la seva oxidació. El sodi aconseguit d'aquesta manera és 99,8 % pur.

## Propietats

### Propietats físiques

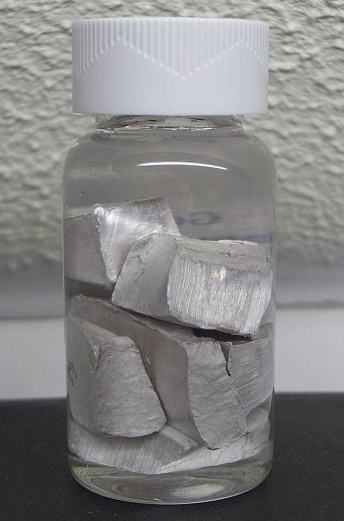
Sodi conservant dins d'un hidrocarbur per evitar la seva oxidació en contacte amb la humitat de l'aire.

Igual que altres metalls alcalins, el sodi és un metall tou, lleuger i de color argentat que no es troba lliure en la naturalesa. Té un punt de fusió de 97,82 °C, un punt d'ebullició de 881,4 °C i una densitat 0,968 g/cm³ a 20 °C, per la qual cosa flota damunt de l'aigua. És insoluble en aigua, amb la qual reacciona; insoluble en benzè, querosè i nafta. És soluble en amoníac, donant lloc a una dissolució de color blau, i soluble en mercuri, amb el qual forma una amalgama.
El sodi només té una estructura cristal·lina, la cúbica centrada en el cos. El radi atòmic és de 185 pm, el radi iònic de 97 pm i la configuració electrònica és 1s2 2s22p6 3s1.

### Propietats químiques
El sodi reacciona amb molts elements i substàncies i forma compostos ben definits amb una sèrie de metalls, sempre amb nombre d'oxidació +1. L'hidrogen i el sodi no reaccionen a temperatura ambient, però a 200–350 °C es forma hidrur de sodi ({\displaystyle {\ce {NaH}}}).

#### Reaccions amb metalls
El sodi és completament miscible amb els metalls alcalins que te a sota a la taula periòdica (potassi, rubidi i cesi). El sistema sodi-potassi forma un eutèctic que es fon a −10 °C amb una composició d'un 22 % de sodi i conegut com NaK. Els eutèctics formats als sistemes sodi-rubidi i sodi-cesi es fonen a −4,5 i −30 °C, respectivament. L'aliatge ternari NaKCs es fon a −78 °C i és l'aliatge líquid amb el menor punt de fusió existent.
El sodi també forma aliatges amb els metalls alcalinoterris i el grau de solubilitat augmenta amb l'augment de la massa atòmica. El beril·li és soluble en sodi només en un petit percentatge a aproximadament 800 °C. El sodi líquid i el magnesi només són parcialment miscibles. La solubilitat amb el calci és del 10 % a 700 °C i el sistema sodi-estronci, té un grau considerable de miscibilitat. El sodi forma una sèrie de compostos amb el bari i hi ha diversos eutèctics al sistema.
Els metalls preciosos (argent, or, platí, pal·ladi i iridi), i els blancs (plom, estany, bismut i antimoni), s'alien en una mesura apreciable amb el sodi líquid. El cadmi i el mercuri també reaccionen amb el sodi, i existeixen diversos compostos en ambdós sistemes binaris. Es coneixen set amalgames de sodi-mercuri, amb {\displaystyle {\ce {Hg2Na}}} que té el punt de fusió més alt (354 °C).

#### Reaccions amb l'oxigen i òxids
El sodi s'ha d'aïllar de la humitat de l'aire perquè s'oxida, però no reacciona amb l'oxigen o l'aire ben secs, tret de la possible formació d'una pel·lícula superficial d'òxid transparent. Quan s'escalfa a l'aire, el sodi s'encén a uns 120 °C i crema amb una flama groga i un dens fum blanc. En presència d'aire amb poc oxigen i a menys de 160 °C es forma majoritàriament òxid de sodi ({\displaystyle {\ce {Na2O}}}). A 250-300 °C en presència d'oxigen suficient, es produeix peròxid de sodi, {\displaystyle {\ce {Na2O2}}}, juntament amb petites quantitats de superòxid de sodi ({\displaystyle {\ce {NaO2}}}). Les reaccions són:
{\displaystyle {\ce {2Na + O2 -> 2Na2O2}}}{\displaystyle {\ce {4Na + O2 -> 2Na2O}}}

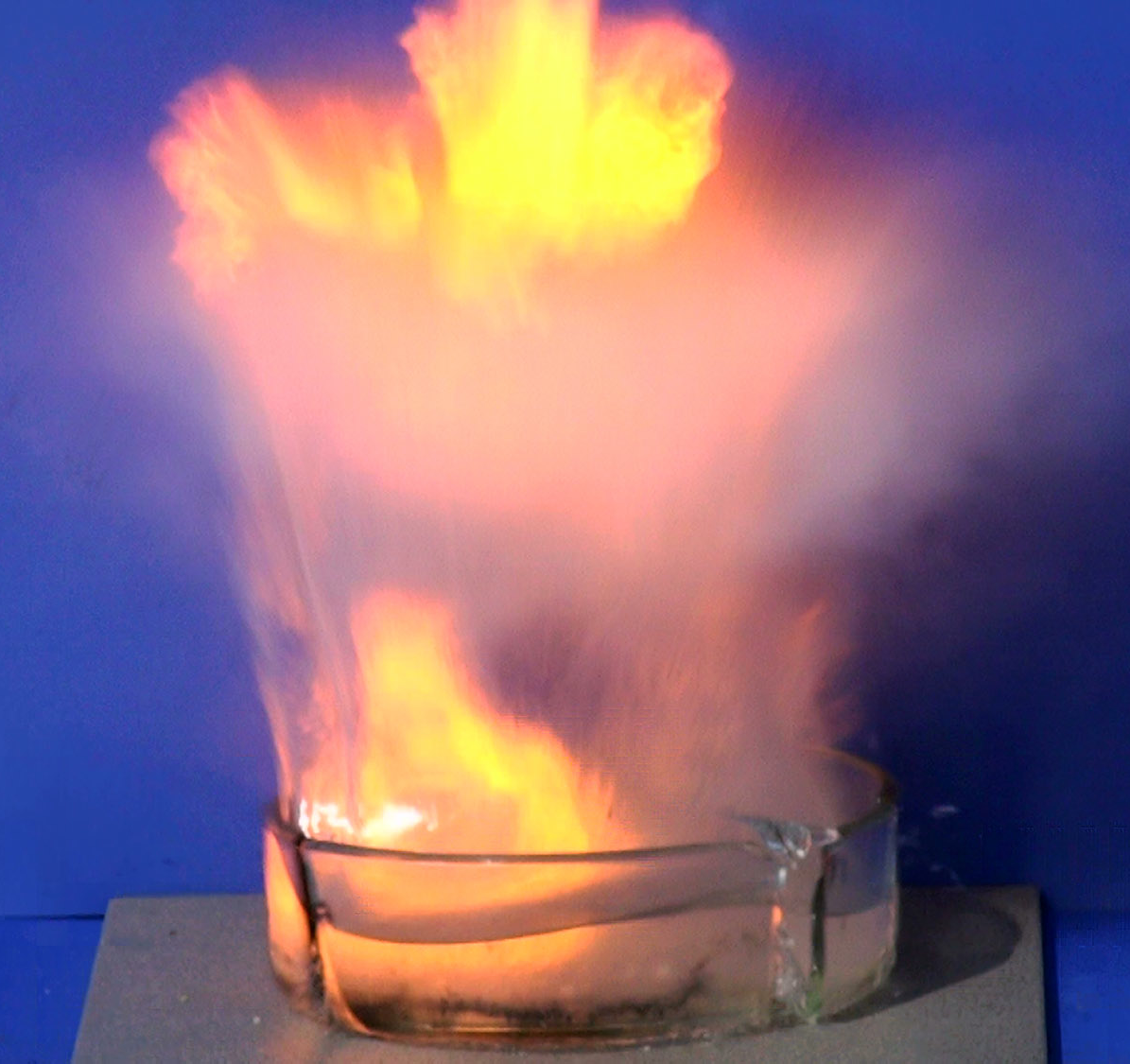
Reacció violenta del sodi amb aigua.

La reacció del sodi i l'aigua és una reacció molt ràpida i exotèrmica. La calor alliberada fon el sodi i sovint s'encén l'hidrogen si hi ha aire i forma aigua. Segueix l'equació següent:
{\displaystyle {\ce {Na + H2O -> NaOH + 1/2 H2}}}
El sodi redueix els òxids dels elements del seu grup excepte l'òxid de liti ({\displaystyle {\ce {Li2O}}}), no redueix els òxids dels alcalinoterris, però sí els del grup 12. Molts altres òxids es redueixen pel sodi metàl·lic. L'òxid de ferro(III) ( {\displaystyle {\ce {Fe2O3}}}) es redueix amb sodi per sota d'uns 1200 °C i per sobre d'aquesta temperatura la reacció s'inverteix.

#### Reaccions amb els elements del grup 14
El carboni i el sodi no reaccionen. A 500–700 °C, el sodi i el carbonat de sodi ({\displaystyle {\ce {Na2CO3}}}) produeixen carbur de sodi ({\displaystyle {\ce {Na2C2}}}); per sobre de 700 °C, també es forma carboni lliure. El sodi reacciona amb el monòxid de carboni, {\displaystyle {\ce {CO}}}, per donar carbur de sodi, i amb l'acetilè ({\displaystyle {\ce {C2H2}}}) per donar acetilur de sodi ({\displaystyle {\ce {NaHC2}}}) i carbur de sodi. El diòxid de carboni i el sodi no reaccionen a temperatura ambient, però ho fan violentament si s'escalfa el sodi o emprant diòxid de carboni sòlid (gel sec). En condicions controlades, es pot obtenir metanoat de sodi ({\displaystyle {\ce {HCOONa}}}) o oxalat de sodi ({\displaystyle {\ce {Na2C2O4}}}). A més de la reacció de formació de carbur, el monòxid de carboni reacciona amb el sodi a 250-340 °C per produir carbonil de sodi, {\displaystyle {\ce {Na(CO)6}}}. Alguns cianurs de metalls pesants també són reduïts pel sodi. El siliciur de sodi ({\displaystyle {\ce {NaSi}}}) s'obté fent reaccionar de sodi i silici.

#### Reaccions amb els elements del grup 15
El nitrogen i el sodi només reaccionen per acció d'una descàrrega elèctrica per donar el nitrur de sodi ({\displaystyle {\ce {Na3N}}}) o l'azida de sodi ({\displaystyle {\ce {NaN}}}). El sodi reacciona amb l'òxid de dinitrogen ({\displaystyle {\ce {N2O}}}) per formar òxid de sodi i crema en monòxid de nitrogen ({\displaystyle {\ce {NO}}}) per formar una barreja de nitrit de sodi ({\displaystyle {\ce {NaNO2}}}) i hiponitrit de sodi ({\displaystyle {\ce {Na2N2O2}}}). A baixa temperatura, el pentaòxid de nitrogen ({\displaystyle {\ce {N2O5}}}) líquid reacciona amb el sodi i dona diòxid de nitrogen {\displaystyle {\ce {NO2}}}) i nitrat de sodi ({\displaystyle {\ce {NaNO3}}}). L'amida de sodi ({\displaystyle {\ce {NaNH2}}}), es forma per la reacció de l'amoníac ({\displaystyle {\ce {NH3}}}) amb el sodi líquid.
Escalfant sodi i fòsfor es forma fosfur de sodi ({\displaystyle {\ce {Na3P}}}), però en presència d'aire amb ignició es forma fosfat de sodi ({\displaystyle {\ce {Na3PO4}}}). El triclorur de fòsfor ({\displaystyle {\ce {PCl3}}}) i el pentaclorur ({\displaystyle {\ce {PCl5}}}) formen clorur de sodi i fosfur de sodi, respectivament, en presència de sodi. L'oxiclorur de fòsfor ({\displaystyle {\ce {POCl3}}}) quan s'escalfa amb sodi, explota.

#### Reaccions amb els elements del grup 16
El sofre, el seleni i el tel·luri formen el sulfur de sodi, el selenur de sodi i el tel·lurur de sodi. El sodi sòlid reacciona superficialment amb el diòxid de sofre ({\displaystyle {\ce {SO2}}}) líquid, però el sodi fos i el diòxid de sofre gasós reaccionen violentament. El sulfur d'hidrogen ({\displaystyle {\ce {H2S}}}) sec reacciona lentament amb el sodi sòlid donant sulfur de sodi, però en presència d'humitat la reacció és molt ràpida. Alguns sulfurs de metalls pesants també són reduïts pel sodi. El disulfur de carboni ({\displaystyle {\ce {CS2}}}) reacciona violentament, formant sulfur de sodi ({\displaystyle {\ce {Na2S}}}).

#### Reaccions amb els elements del grup 17
En fase de vapor, el sodi forma halurs amb tots els halògens. A temperatura ambient, el clor i el brom reaccionen ràpidament amb pel·lícules primes de sodi, mentre que el fluor i el sodi s'encenen. La reacció amb el clor és:
{\displaystyle {\ce {2Na + Cl2 -> 2 NaCl}}}
El sodi redueix la majoria dels fluorurs excepte els fluorurs de liti, d'alcalinoterris i d'alguns lantanoides. Redueix la majoria de clorurs metàl·lics, tot i que alguns dels clorurs dels alcalins i dels alcalinoterris donen sistemes d'equilibri de dues fases que consisteixen en capes d'aliatge i sal fosa.

#### Reaccions amb àcids i bases
El sodi reacciona amb els àcids diluïts amb la mateixa força que amb l'aigua. La reacció amb àcid sulfúric ({\displaystyle {\ce {H2SO4}}}) concentrat pot ser una mica menys vigorosa.
{\displaystyle {\ce {2Na + H2SO4 -> 2Na+ + SO4^2- + H2}}}
A 300-385 °C, l'hidròxid de sodi ({\displaystyle {\ce {NaOH}}}) i el sodi reaccionen d'acord amb el següent equilibri:
{\displaystyle {\ce {Na + NaOH <=>N2O + NaH}}}

#### Reaccions amb composts orgànics

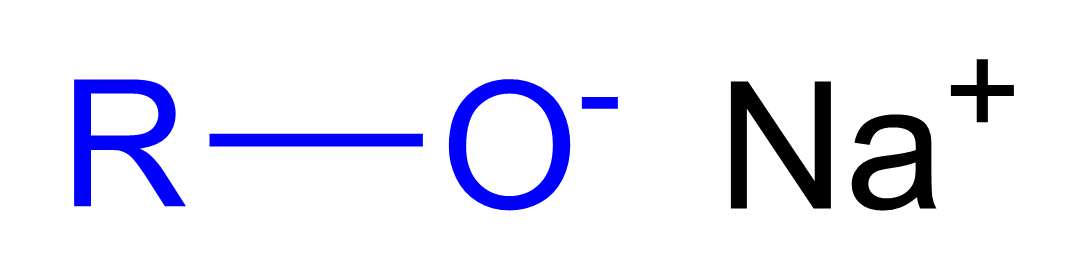
Fórmula general d'un alcòxid de sodi.

El sodi reacciona amb molts compostos orgànics, especialment els que contenen oxigen, nitrogen, sofre, halògens, grups carboxi o grups hidroxi. Les reaccions són violentes en molts casos, per exemple, amb els hidrocarburs halogenats. Es pot dipositar carboni o alliberar hidrogen, i els compostos que contenen sofre o halògens solen formar sulfur de sodi ({\displaystyle {\ce {Na2S}}}) o halurs de sodi ({\displaystyle {\ce {NaX}}}). Els alcohols donen alcòxids, per exemple amb l'etanol:
{\displaystyle {\ce {CH3CH2OH + Na -> CH3CH2Na + 1/2 H2}}}
Els compostos organosòdics es preparen a partir de sodi i altres compostos organometàl·lics o composts de metilè actius per reacció amb hidrocarburs halogenats, escissió d'èters o addició a composts insaturats. Per exemple a partir del dimetilmercuri s'obté el metilsodi:
{\displaystyle {\ce {Hg(CH3)2 + 2Na -> 2 NaCH3 + Hg}}}

Reducció d'un triple enllaç a doble enllaç mitjançant sodi en amoníac.

Alguns compostos vinílics aromàtics i al·lílics també donen derivats de sodi. El sodi no reacciona amb èter etílic anhidre, però pot reaccionar amb èters superiors o èters mixtes. Els àcids orgànics donen les sals corresponents amb producció d'hidrogen o es descomponen. Hidrocarburs purs, secs i saturats, com el xilè, el toluè i l'oli mineral, no reaccionen amb el sodi a la temperatura de craqueig d'hidrocarburs. En presència d'hidrocarburs insaturats, el sodi pot afegir hidrogen als dobles o triples enllaços o provocar polimerització. Per a les reduccions orgàniques s'utilitzen amalgama de sodi (NaK, sodi-plom,...) o sodi i alcohol. El sodi també s'utilitza com a agent de condensació en la síntesi d'èsters acetoacètics i d'èsters malònics i la reacció de Wurtz:
{\displaystyle {\ce {2 CH3CH2Cl + 2 Na -> CH3CH2CH2CH3 + 2 NaCl}}}

#### Composts més importants
Els composts de sodi de major importància industrial són: clorur de sodi o sal comuna ({\displaystyle {\ce {NaCl}}}), carbonat de sodi ({\displaystyle {\ce {Na2CO3}}}), hidrogencarbonat de sodi ({\displaystyle {\ce {NaHCO3}}}), hidròxid de sodi o sosa càustica ({\displaystyle {\ce {NaOH}}}), nitrat de sodi o salpetre de Xile ({\displaystyle {\ce {Na2NO3}}}), tiosulfat de sodi ({\displaystyle {\ce {Na2S2O3.5H2O}}}) i el bòrax ({\displaystyle {\ce {Na2B4O7.10H2O}}}).

## Isòtops
Es coneixen vint isòtops del sodi, que van des del sodi 18 al sodi 37. El sodi natural és l'isòtop estable de nombre màssic 23. Dels isòtops artificials radioactius, el sodi 22 (vida mitjana de 2,602 anys, la vida mitjana més llarga d'un isòtop de sodi) s'utilitza com a traçador radioactiu per al sodi natural. Es desintegra emeten una partícula β+ (un positró) en neó 22. El sodi 24 (vida mitjana de ~ 15 hores) es produeix per irradiació en un reactor nuclear i té un ús limitat per la seva curta vida. Es desintegra per emissió d'una partícula β– (un electró) en magnesi 24. A causa d'aquella reacció, un reactor refrigerat amb sodi ha de tenir un segon bucle de transferència de calor perquè el sodi radioactiu no entri en contacte amb el medi ambient. Altres isòtops tenen vides mitjanes d'un minut o menys.

## Aplicacions

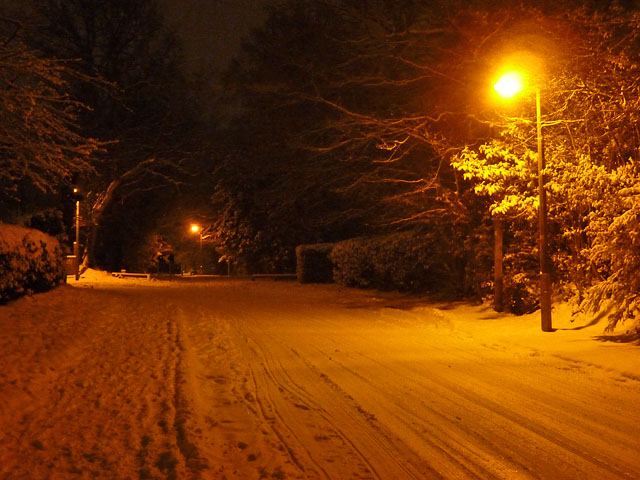
Enllumenat públic amb làmpades de vapor de sodi.

Com a element les aplicacions del sodi són limitades. Destaca l'ús en les làmpades de vapor de sodi s'utilitzen en l'enllumenat públic de ciutats i vies de comunicació, amb la típica llum groc-taronja pel seu bon rendiment elèctric i lluminós. Tanmateix, actualment se substitueixen per llums LED. El sodi líquid s'usa en determinats tipus de centrals nuclears, per a la transferència de calor del nucli del reactor a les turbines.
Les amalgames de sodi s'utilitzen principalment per dur a terme reaccions en situacions en què el sodi elemental pur seria violentament reactiu i difícil de controlar. L'aliatge NaK es fa servir com a fluid de transferència de calor i com a reactiu orgànic. Els aliatges de sodi i plom que contenen altres metalls, per exemple, els metalls alcalinoterris, són durs, fins i tot a altes temperatures i, per tant, són adequats com a metalls de suport. S'usa, també, com a purificador de metalls perquè n'elimina la calç.

Les aplicacions dels seus composts és més àmplia com es detalla a continuació.

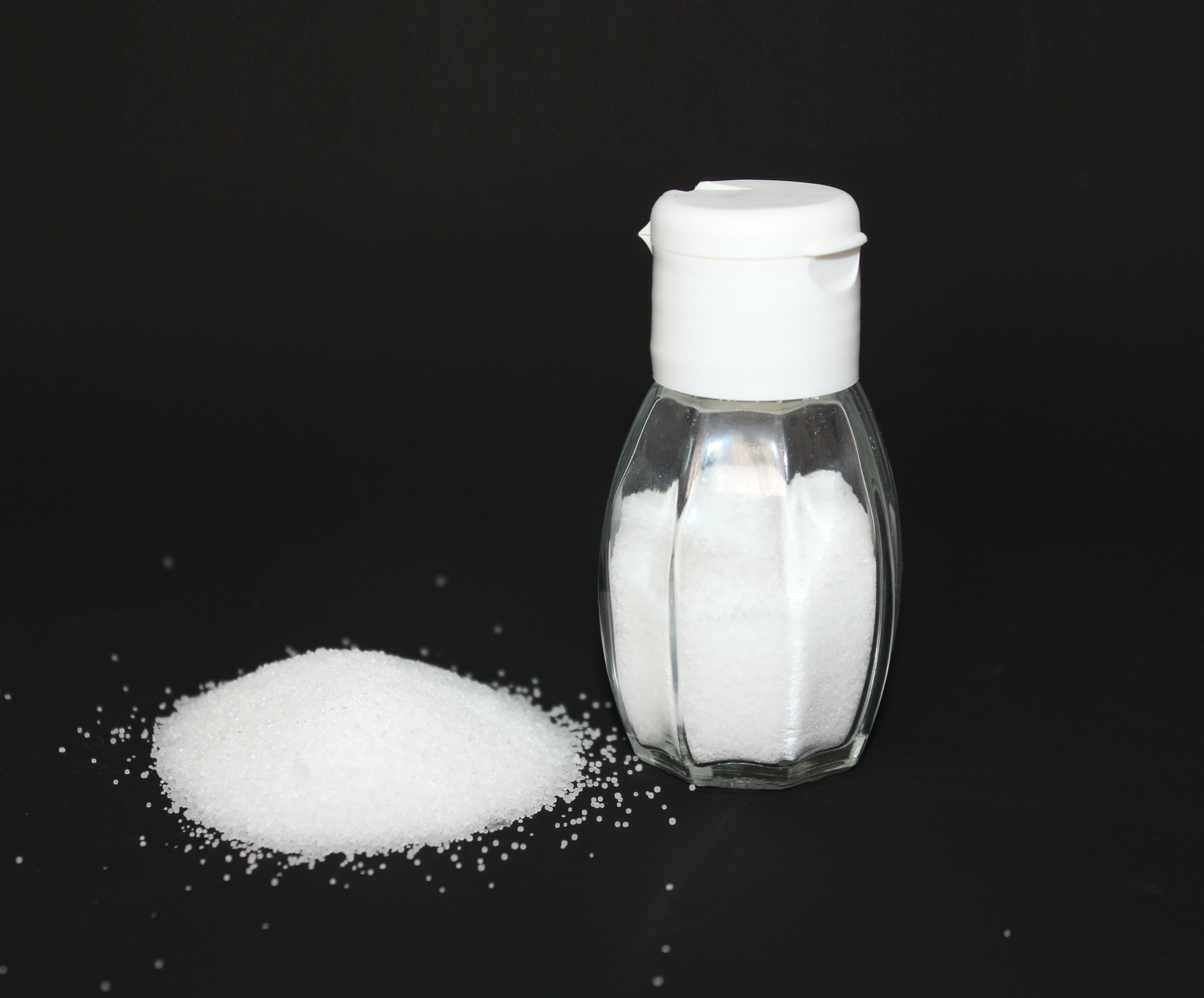
La sal comuna és la principal font de sodi pel nostre organisme.

### Indústria alimentària

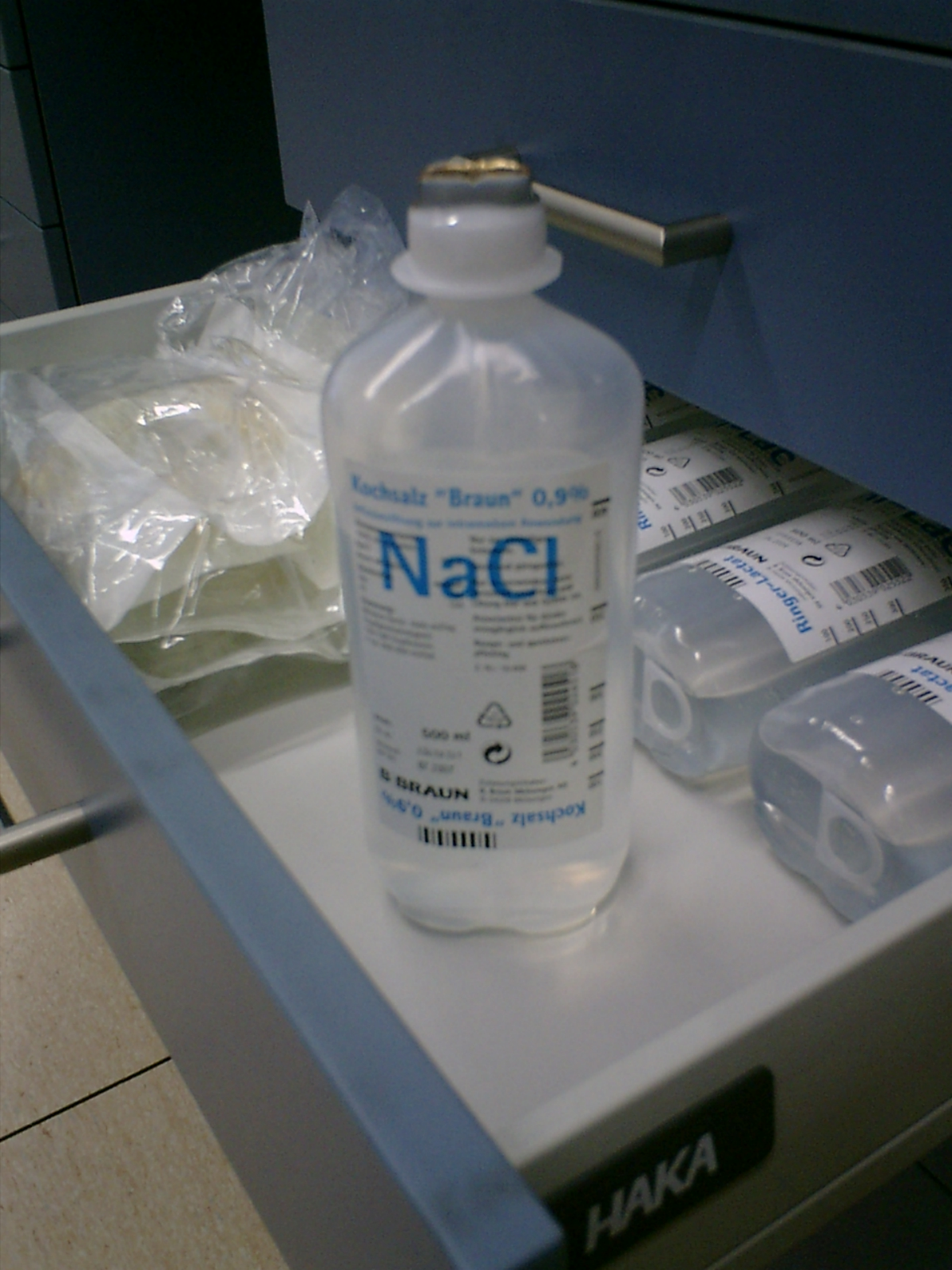
Sèrum fisiològic.

El clorur de sodi és el compost de sodi més emprat, la sal comuna. La sal té un paper fonamental en l'alimentació humana i animal com a condiment per a donar sabor. És tan important el sodi que per hidratar un malalt se l'injecta una dissolució de clorur de sodi de 7,5 g en 1 000 ml d'aigua destil·lada (sèrum fisiològic).
Per altra banda, el clorur de sodi s'utilitza en la conservació d'aliments: carns, peixos, verdures, formatges, etc. I una altra sal de sodi, el sulfat de sodi (codi alimentari E514i), també es fa servir en l'elaboració de productes per a l'alimentació humana i animal, com estabilitzant i regulador de l'acidesa.
El carbonat de sodi (E500i) i l'hidrogencarbonat de sodi (E500ii) s'empren com a gasificants (llevat químic), antiaglomerants i reguladors de l'acidesa.
El nitrat de sodi (E-251) s'utilitza a la indústria alimentària com a conservant que hom troba en carns processades, com ara botifarra, salami, pernil i altres carns. Evita el creixement dels bacteris que fan malbé la carn i conserva la carn com a color vermell o rosa.

### Indústria química

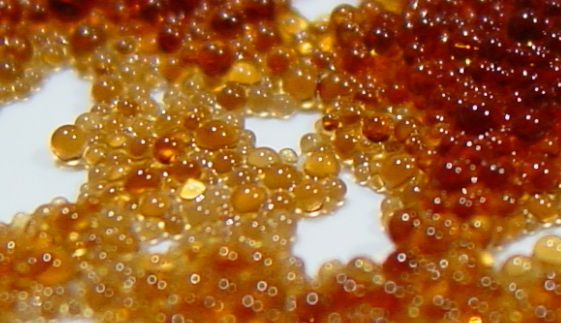
Bolles d'una resina de bescanvi iònic. Les resines es regeneren en contacte amb concentracions altes de clorur de sodi.

El clorur de sodi s'utilitza en adoberia en el tractament de les pells d'animals. S'empra en la fabricació de detergents i sabons. S'utilitza com a descalcificador a les resines de bescanvi iònic que empren els rentaplats o els purificadors d'aigua, substituint els cations calci(2+) i magnesi(2+) a les aigües dures, evitant així les incrustacions d'òxids de calci i magnesi. Gràcies al fenomen del descens crioscòpic l'aigua amb sal dissolta té un punt de congelació més baix que el 0 °C i es fa servir per a retardar la formació de gel en les carreteres nevades. La mateixa propietat s'aplica per a transportar el fred en instal·lacions frigorífiques.
El sulfat de sodi, com que és higroscòpic, s'utilitza com a absorbent d'humitat en laboratoris i en la indústria química. També s'utilitza en la fabricació de teixits per a reduir les càrregues elèctriques negatives en les fibres i, així, millorar la penetració dels tints. S'afegeix al vidre com a agent clarificant; ajuda a eliminar petites bombolles d'aire que puguin quedar en el procés de fabricació. El seu ús principal és com a càrrega en la fabricació de sabons i detergents en pols, dels quals millora el comportament mecànic.
L'hidròxid de sodi, conegut com a sosa càustica, és un agent químic ideal per a desembussar desguassos. Es fa servir principalment, per les seves propietats de base, en la neutralització de solucions àcides, en reaccions de saponificació, en la metal·lúrgia de l'alumini i com a regenerador de les columnes de bescanvi iònic.També és un dels reactius més emprats en química per aconseguir dissolucions de pH bàsic en química analítica, en síntesi orgànica, etc.
El nitrat de sodi s'empra com a fertilitzant, com explosiu i, especialment, en un procés de fabricació de vidres reforçats.

### Altres camps
El clorur de sodi s'utilitza en la fabricació de bateries de sodi i níquel (bateries zebra) que treballen a altes temperatures.

## Funcions biològiques

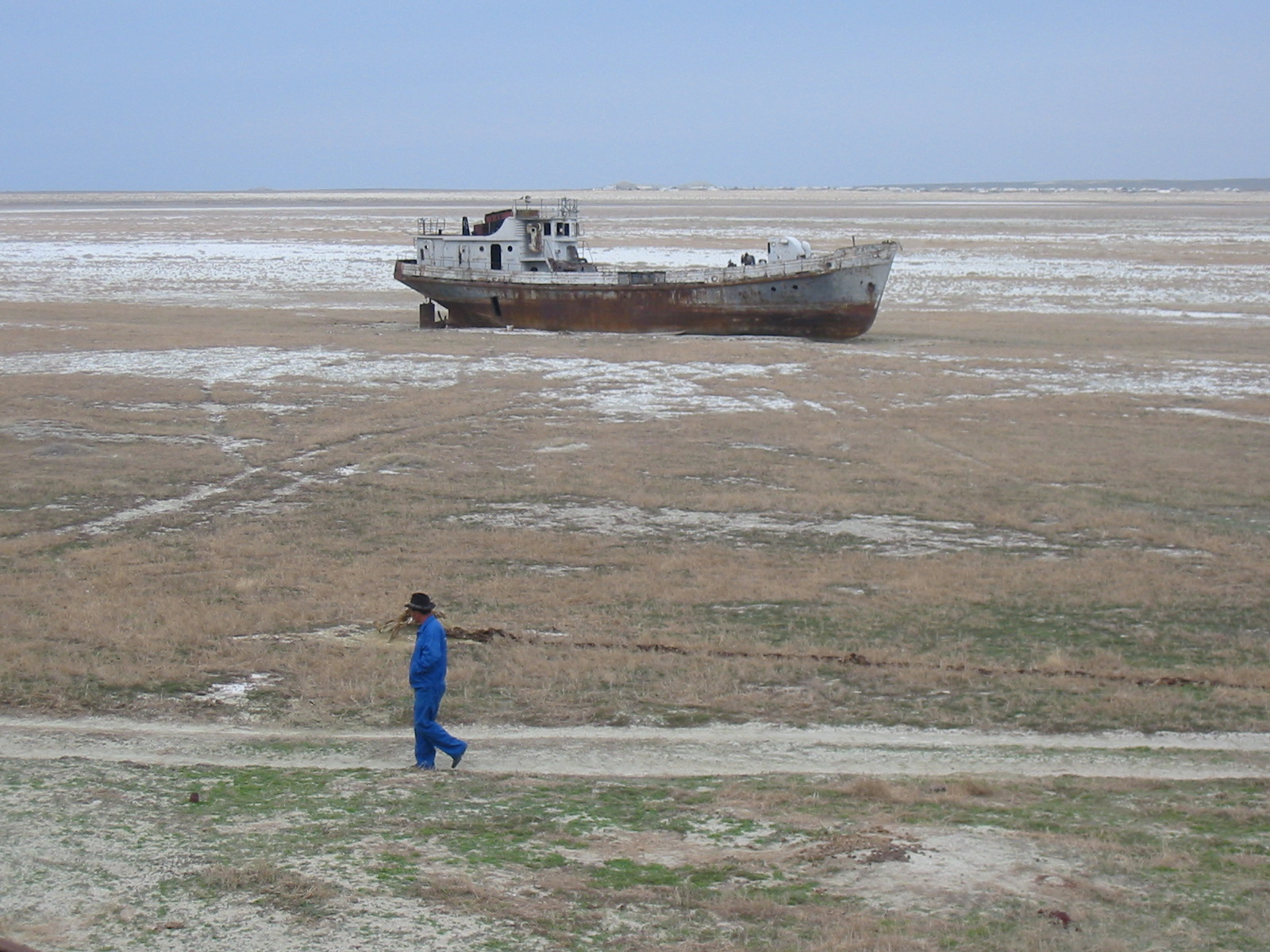
Salinització del sol on hi havia la mar d'Aral.

El sodi és essencial per als animals, però menys important per a les plantes, i de fet aquestes per regla general contenen relativament poc sodi. La presència de salinitat als sòls sovint és perjudicial per al creixement de les plantes. Els ions de sodi substitueixen el calci i altres ions en els complexos d'argila, transformant l'argila en una massa enganxosa. Aleshores, la percolació de l'aigua es redueix dràsticament i la basicitat del sòl augmenta notablement. La tolerància dels peixos als canvis de salinitat és sovint força notable. Molts bacteris i diatomees marins són capaços de tolerar concentracions de sal fins al 25 %. El requisit mínim de sodi per als mamífers sembla ser del 0,05 % de la dieta, el que correspon en un adult normal a un requisit d'1 a 2 g de sal al dia, el que resulta en un contingut mitjà de sodi dels teixits corporals de 0,24 %. Els humans de mitjana tenen uns 100 g de sodi dins de l'organisme. Un 1 % dels ossos és sodi, el plasma conté un 0,35 % (3 500 ppm) de cations sodi(1+) {\displaystyle {\ce {Na+}}}, els glòbuls vermells 250 ppm i en els teixits entre 2 000 i 8 000 ppm. El sodi de l'organisme es troba principalment en el líquid extracel·lular. La sang necessita molt de sodi per regular la pressió osmòtica i la pressió arterial, així com per ajudar a solubilitzar proteïnes i àcids orgànics. Des dels albors de la vida, les cèl·lules hagueren de lluitar per mantenir el sodi fora davant la pressió osmòtica d'un medi marí en què era abundant. Per la transpiració es perden quantitats considerables de sodi a través de la pell i es poden excretar quantitats considerables per l'orina.

La funció més important del sodi és el moviment dels impulsos elèctrics al llarg de les fibres nervioses, i això ho fa juntament amb el potassi, tant amb sodi com amb potassi els ions poden moure's a través de la membrana cel·lular. Els cations de sodi entren i després són expulsats ràpidament de nou per la bomba de sodi i potassi, mentre que els cations de potassi surten i després són transportats de nou. Fins al 40 % de l'energia d'un cos es destina a fer funcionar la bomba de sodi. L'excés de sodi en la sang es coneix com a «hipernatrèmia» i la seva deficiència com a «hiponatrèmia».

## Precaucions
En forma metàl·lica, el sodi és explosiu en aigua, per la qual cosa ha de manipular-se sempre acuradament i emmagatzemar-se en atmosfera inerta, evitant el contacte amb l'aigua i altres substàncies amb què el sodi reacciona.